# Kultur på campus

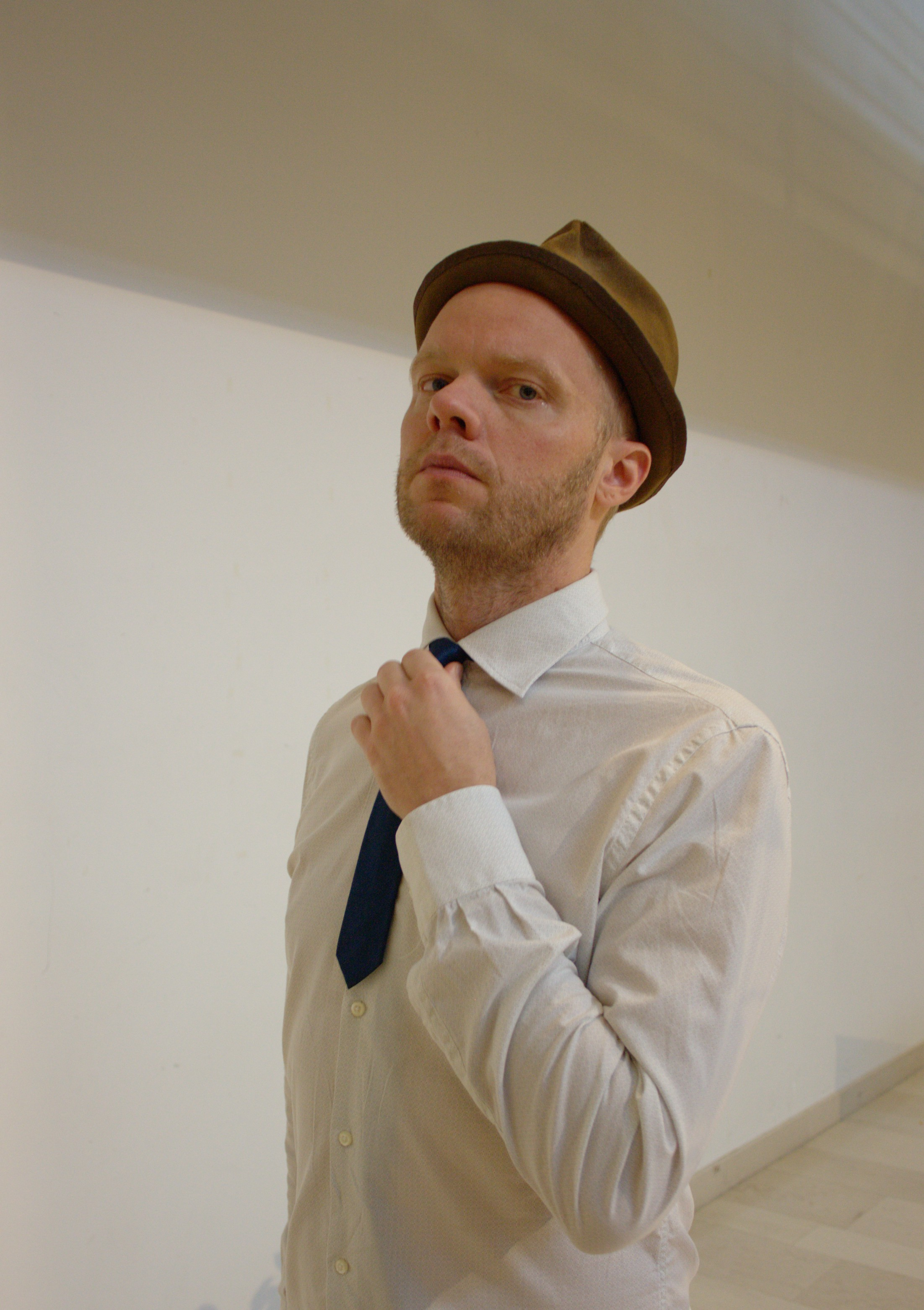
Komikern Olof Wretling berättar om Misslyckandena i mitt liv, ackompanjerad av Jacob Nyström. Kultur på campus, Ljusgården i Lärarutbildningshuset, 16 september 2015.

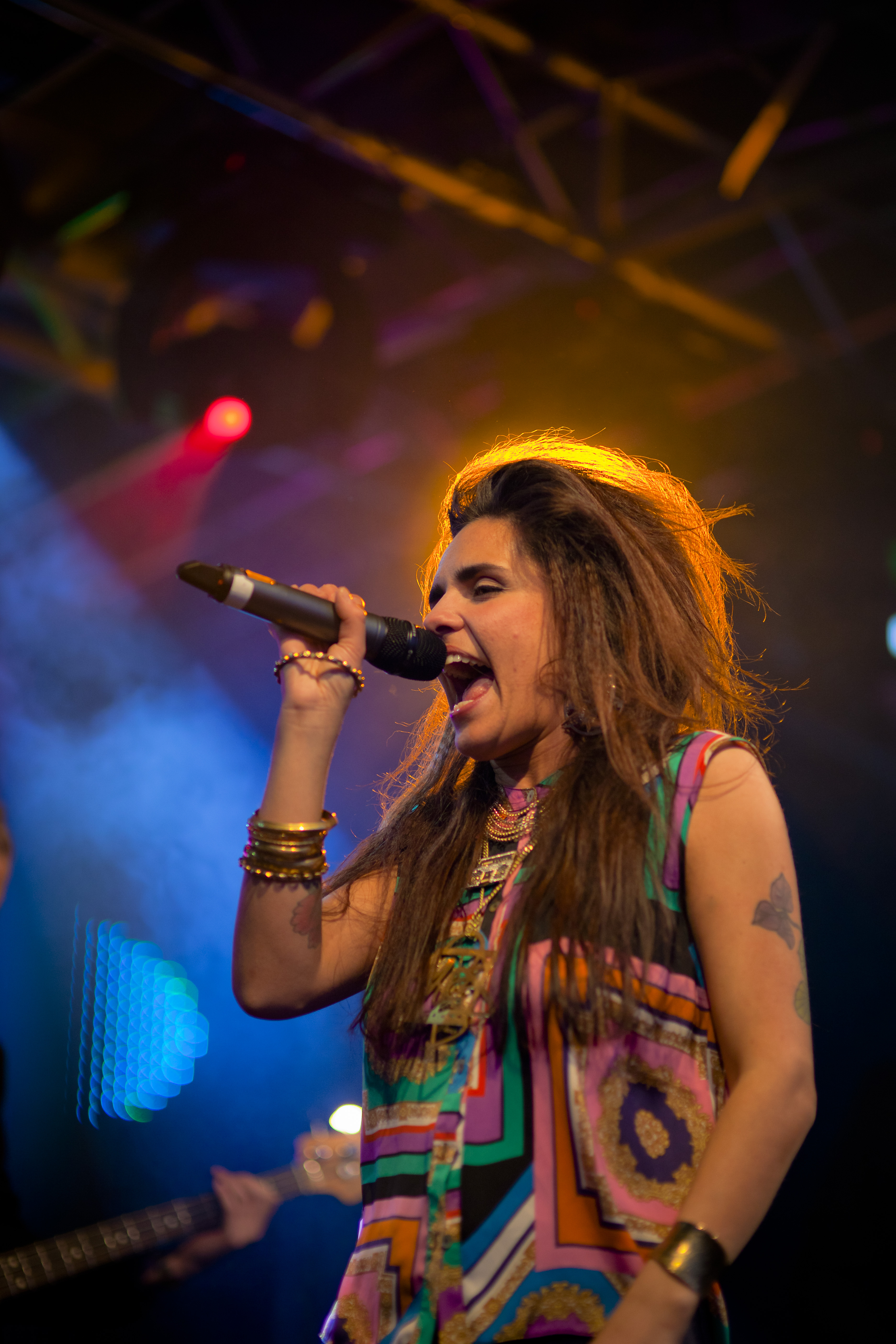
Cleo, Valborg på campus 2012.

Kultur på campus är ett projekt vid Umeå universitet som syftar till att arrangera och sprida kultur på campus, till universitetets studenter och anställda. 
Projektet startade 2003 på initiativ av journalisten och musikern Jonas Ericson och studentprästen Per Rylander. Ericson arbetade då som redaktör för universitetets personaltidning Aktum. Målsättningen har varit att bidra till en kreativ och intressant studie- och arbetsmiljö, med hjälp av konserter, dans- och teaterföreställningar, författarbesök och annat. Ofta i samarbete med andra kulturinstitutioner i Umeå, som kulturföreningen Humlan, MADE-festivalen, Umeå Jazzfestival, Umeå Open, Umeå Teaterförening, Västerbottensteatern med flera.
Kultur på campus-projektet har därefter förlängts i omgångar, och växt; under 2009 genomfördes 45 arrangemang – drygt ett per vecka under läsåret – med totalt 25 000 besökare.
Efter viss internationell uppmärksamhet inleddes under 2009 ett utvidgat projekt, Culture Trade, för att möjliggöra kulturella utbyten med andra universitet, framförallt mellan Umeå universitet och dess partneruniversitet, bland andra University of Manitoba i Winnipeg, Kanada.
I samband med 10-årsjubileet 2013 utgavs en bok, med bilder av fotografen Elin Berge, för att fira de då totalt 273 arrangemang som genomförts.
Kultur på campus var också en bärande del av Umeå kommuns förarbete inför positionen som Europas kulturhuvudstad 2014, inte minst under projektet Caught by Umeå – en Europaturné till Köpenhamn, Warszawa, London, Amsterdam, Paris, Barcelona och Hamburg.
Våren 2016 introducerades ett nytt koncept – Campus Open Mind – med fokus på föreläsningar och debatter.

## Gästspel i urval
Bryggaren Jessica Heidrich. Cullbergbaletten. Filmer som August, Babel, Brokeback Mountain, Maria Larssons eviga ögonblick, Ping-pongkingen, Walk the Line. Fotograferna Brutus Östling, Mattias Klum. Författarna Bob Hansson, Elisabeth Rynell, Håkan Nesser, Jonas Karlsson, Karolina Ramqvist, Maciej Zaremba, Maria Sveland, Martin Schibbye & Johan Persson, Pehr G Gyllenhammar, Per Olov Enquist, Susanna Alakoski, Torgny Lindgren, Åsa Larsson, Åsne Seierstad. Komikerna Al Pitcher, Sven Björklund & Olof Wretling. Musikerna/grupperna Abalone Dots, Anna Hamilton, Asta Kask, Bobo Stenson Trio, Cleo, Deportees, Eldkvarn, Frida Selander, Hoven Droven, Kolonien, Kraja, Laleh, Maia Hirasawa, Marit Bergman, Nino Ramsby, Norrlandsoperan, Sarah & Georg Riedel, Sofia Jannok, Veronica Maggio. Skådespelaren Börje Ahlstedt. Skuggteatern, Ögonblicksteatern.

## Läs också
- Berge, Elin; Ericsson Jonas (2014). Culture on campus: the first ten years. Umeå: Umeå University. Libris 17928485. ISBN 9789174598063